# Minolta XD-7
Le Minolta XD-7 (vendu sous les noms XD-11 en Amérique du Nord et XD au Japon) est un appareil photographique reflex mono-objectif argentique 35 mm fabriqué par Minolta entre 1977 et 1984. C'est le premier reflex Minolta à posséder les deux modes d'exposition automatiques : priorité à la vitesse et priorité à l'ouverture. L'appareil proposait également un mode d'exposition manuelle avec mesure de l'exposition ainsi qu'un contrôle de la profondeur de champ et un obturateur de viseur. Il possédait aussi les réglages "O" (1/100 s) entièrement mécanique et bulb, qui lui permettait de fonctionner sans pile. Le XD-7 était l'appareil haut de gamme de Minolta lors de sa sortie et il conserve une réputation de qualité. Ce fut le dernier reflex Minolta à boîtier métallique avant que la compagnie ne passe au plastique avec le X-700.
Il existe aussi une version moins coûteuse du XD-7 appelée XD-5. Introduit en 1979, le XD-5 est presque identique au XD-7 mais sans certaines caractéristiques du haut de gamme comme l'obturateur d'oculaire ou l'affichage de l'ouverture sélectionnée dans le viseur en mode d'exposition manuelle. Il existe une variante en noir équipée d'un dioptre de viseur au lieu de l'obturateur de viseur, appelée XD-S et qui fut commercialisée au Japon.
De nombreux photographes professionnels ont utilisé le XD-7. L'un des plus connus est Harry Benson, qui citait souvent le XD-7 dans les nombreux livres de photos qu'il publia dans les années 1980.

## Détails sur l'exposition
- Plage d'exposition allant de EV 1 à EV 18 (ISO 100 et f1.4).
- Correction d'exposition entre -2 et +2 EV.
- Les informations affichées dans le viseur dépendent du mode d'exposition sélectionné :
  - En priorité ouverture, la vitesse d'exposition est indiquée par des LED.
  - En priorité vitesse, l'ouverture est indiquée par des LED.
  - En mode manuel, la vitesse d'obturation recommandée est indiquée par des LED. La vitesse d'obturation retenue est affichée dans une fenêtre séparée.
  - Avec les flashes Minolta de type X, la disponibilité du flash est signalée par le clignotement de la LED de dépassement de gamme.
  - Le réglage d'ouverture est affiché dans tous les modes.